# Paralimnophila (Papuaphila) euchroma
Paralimnophila (Papuaphila) euchroma is een tweevleugelige uit de familie steltmuggen (Limoniidae). De soort komt voor in het Australaziatisch gebied.